# Черниговское (Краснодарский край)
Черни́говское — село в Апшеронском районе Краснодарского края России. Административный центр Черниговского сельского поселения.

## История
С момента образования 10 марта 1925 года (Постановление ВЦИК от 12 апреля 1926 года) Армянского национального района, являвшегося с 1925 до 1930 годов частью Майкопского округа, входило в его состав. (В конце 1930-х годов термин «национальный район» перестаёт употребляться и район называется просто Армянским.)
С 1943 по 1946 год село Черниговское было центром Армянского района.
22 сентября 1953 года Армянский район был упразднён, село отнесено к Апшеронскому району.

## Варианты названия
- Черниговская,
- Черниговский[2].

## География

### Улицы
- ул. 1 Мая
- ул. 8 Марта
- ул. Мира
- ул. Лесная
- ул. Железнодорожная
- ул. Рабочая
- ул. Зеленая
- ул. Малхасяна
- ул. Клубная
- ул. Шоссейная
- ул. Шаумяна
- ул. Вокзальная
- ул. Комсомольская
- ул. Амбулаторная
- ул. Гагарина
- ул. Пролетарская
- ул. Совхозная
- ул. Садовая
- ул. Старошкольная
- ул. Кооперативная
- ул. Рабочая
- ул. Армянская
- ул. Речная

## Население
| 2002 | 2010  |
| ---- | ----- |
| 2506 | ↗2666 |

## Транспорт
Апшеронская узкоколейная железная дорога — крупнейшая горная узкоколейная железная дорога на территории России.